# L'uomo privato
L'uomo privato è un film italiano del 2007 diretto da Emidio Greco.

## Trama
Un giovane professore è dotato di un fascino particolare: bello, elegante e disinvolto, amato dalle donne con le quali ha instaurato un rapporto a senso unico. Ad eccezione di una sua ex-fidanzata alla quale è ancora legato da profonda amicizia, con le altre si concede solo avventure occasionali ed evita accuratamente che oltre la passione possa arrivare anche il sentimento. Con gli anni si è costruito un equilibrio inscalfibile, granitico, lui plasma la realtà secondo la sua logica di vita, i suoi ritmi, i suoi impegni. Il suo equilibrio entra in crisi quando viene a conoscenza di un fatto inaspettato e inquietante. Un amico di una sua giovane amante si suicida e dalle indagini si scopre che il giovane lo seguiva per strada, si appostava e lo filmava, lo spiava. Il giovane ha anche registrato un DVD intitolato appunto "L'uomo privato" dove il protagonista assoluto è lui, spiato mentre compra cravatte, beve un caffè al bar o incontra le sue amanti.